# قدیلی (قبادلی)
قدیلی (ترکی آذربایجانی: Qədili) یک منطقهٔ مسکونی در جمهوری آرتساخ است که در استان کاشاتاق واقع شده‌است.